# International Journal of Medicinal Mushrooms
International Journal of Medicinal Mushrooms – czasopismo naukowe publikujące oryginalne artykuły badawcze i krytyczne recenzje dotyczące szerokiego zakresu tematów o grzybach mających znaczenie w medycynie. Tematyka publikacji obejmuje m.in. systematykę grzybów, nazewnictwo, taksonomię, morfologię, wartości lecznicze, biotechnologię i wielu innych. Publikowane są także artykuły o nowych technikach, które mogą promować postęp eksperymentalny w wyżej wymienionej dziedzinie. Oprócz pełnometrażowych raportów z oryginalnych badań, czasopismo publikuje krótkie komunikaty i ciekawe opisy przypadków, a także przeglądy literatury. Publikowane są również listy do redakcji na tematy interesujące czytelników.
Czasopismo wychodzi od 1999 roku. Artykuły są w języku angielskim. Online dostępny jest wykaz numerów artykułów, spis ich treści i streszczenia artykułów. 